# Ругендас, Йоганн Мориц
Йоганн-Мориц Ругендас (нем. Johann Moritz Rugendas; 29 марта 1802, Аугсбург — 29 мая 1858, Вайльхайм-ан-дер-Тек, Вюртемберг) — немецкий художник, представитель седьмого поколения семьи, славившейся своими художественными заслугами (Иоганна Мориса нередко путают с другими представителями семьи). Правнук знаменитого баталиста Георга Филиппа Ругендаса (1666—1742). Лично Йоганну-Морицу известность принесли картины, правдиво изобразившие быт Южной Америки, в том числе индейцев Бразилии.

## Биография
Йоганн-Мориц обучался искусству живописи сначала у своего отца Йоганна-Лоренца Ругендаса II (1775—1826), затем у друга семьи Альбрехта Адама, затем в Мюнхенской академии художеств. В возрасте 19 лет принял, в качестве иллюстратора, участие в Бразильской экспедиции барона Лангсдорфа. После конфликта с Лангсдорфом в 1825 году вернулся в Европу, где в Париже познакомился с Александром фон Гумбольдтом, на коего произвела впечатление серия посвящённых Бразилии картин и рисунков Ругендаса и который на длительное время стал другом и покровителем художника. При содействии Гумбольдта Ругендас опубликовал книгу «Живописное путешествие в Бразилию» («Voyage pittoresque dans le Brésil»), содержавшую 100 его литографий. В 1829—1830 годах обучался живописи в Италии.
В 1831 году предпринял новую поездку в Америку, на этот раз на собственные средства. Ругендас провёл три года в Мексике. Из Мексики он направился в Чили, где странствовал в течение 8 лет, занимался изучением местной культуры и этнографии. Поскольку он серьёзно заинтересовался культурой индейцев, то принял решение посетить юг континента, который вплоть до второй половины XIX века оставался почти нетронутым европейскими колонизаторами. Там он также занимался зарисовкой местного населения и оставил подробные записи о местной культуре и образе жизни.
В 1847 году Ругендас посетил Перу, Аргентину, Уругвай и вновь Бразилию. В марте того же года он прибыл в Англию.
В Париже Ругендас безуспешно пытался продать свои произведения. Неожиданно на его картины обратил внимание король Баварии Людвиг I, который в 1848 году приобрёл работы Ругендаса, посвящённые Американскому континенту, в количестве 3353 единиц (масляные эскизы, акварели, карандашные зарисовки) — в обмен на ежегодную ренту. По ходатайству Гумбольдта, король Пруссии Фридрих Вильгельм IV пожаловал ему Орден Красного Орла 3-го класса.
29 мая 1858 года Йоганн-Мориц Ругендас умер от разрыва аорты.

## Стиль
Особенность работ Ругендаса состояла в том, что он сначала выполнял детальный карандашный эскиз с примечаниями, касающимися дальнейшей раскраски, и затем делал эскиз маслом. Комбинируя этот рабочий материал, он выполнял более подробные эскизы маслом, и, наконец, готовую масляную картину с прорисованными деталями. Ругендас любил писать пейзажи на пленере, и зарисовал множество различных ландшафтов.

## Галерея

Картины Ругендаса
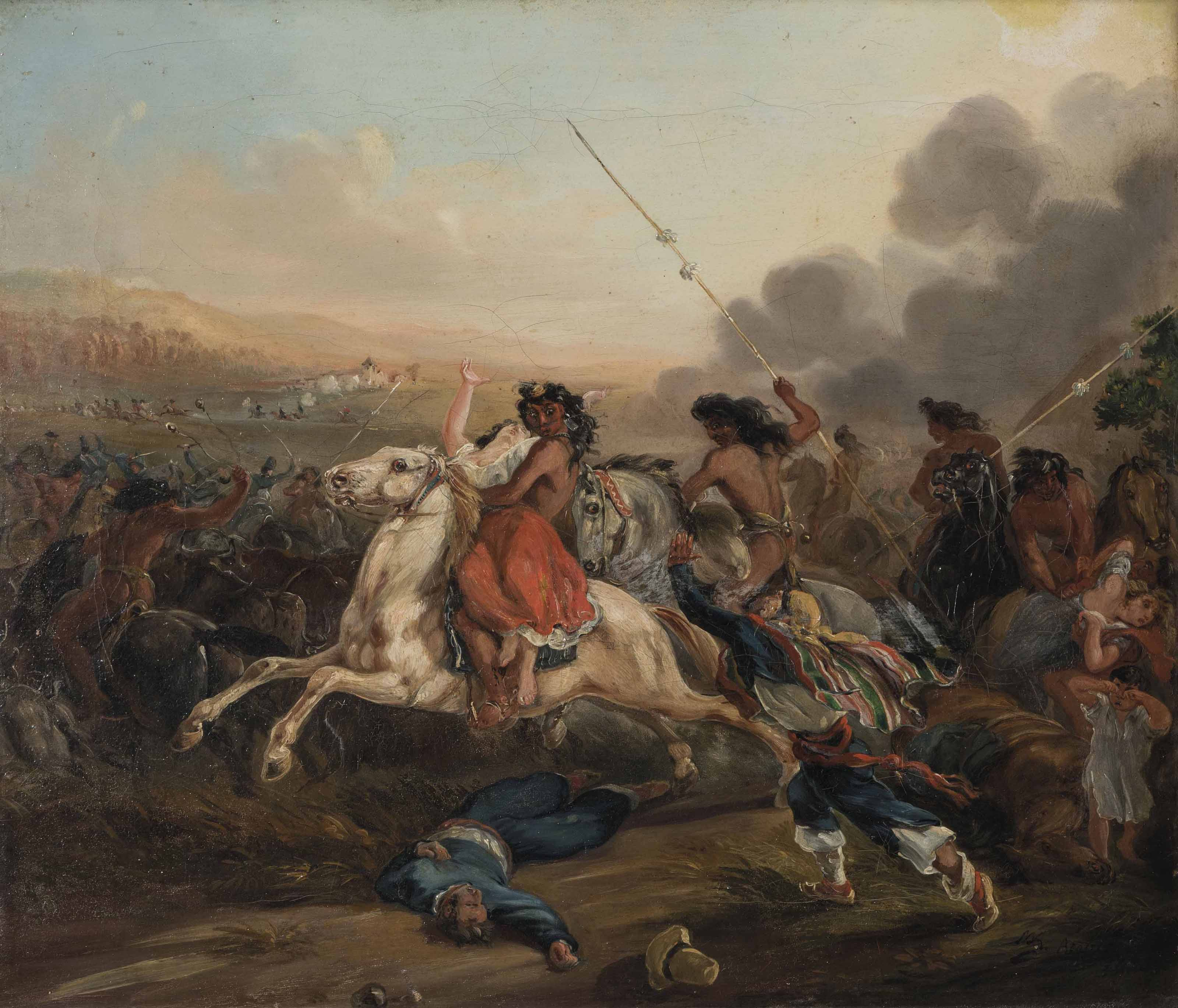
Похищение доньи Тринидад Сальседо.
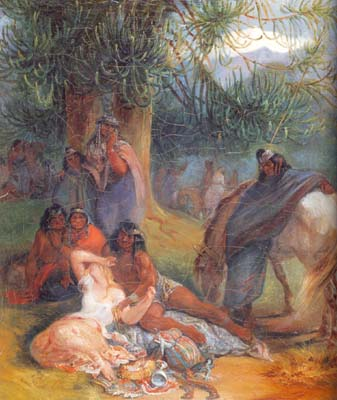
Насилие над доньей Тринидад Сальседо.
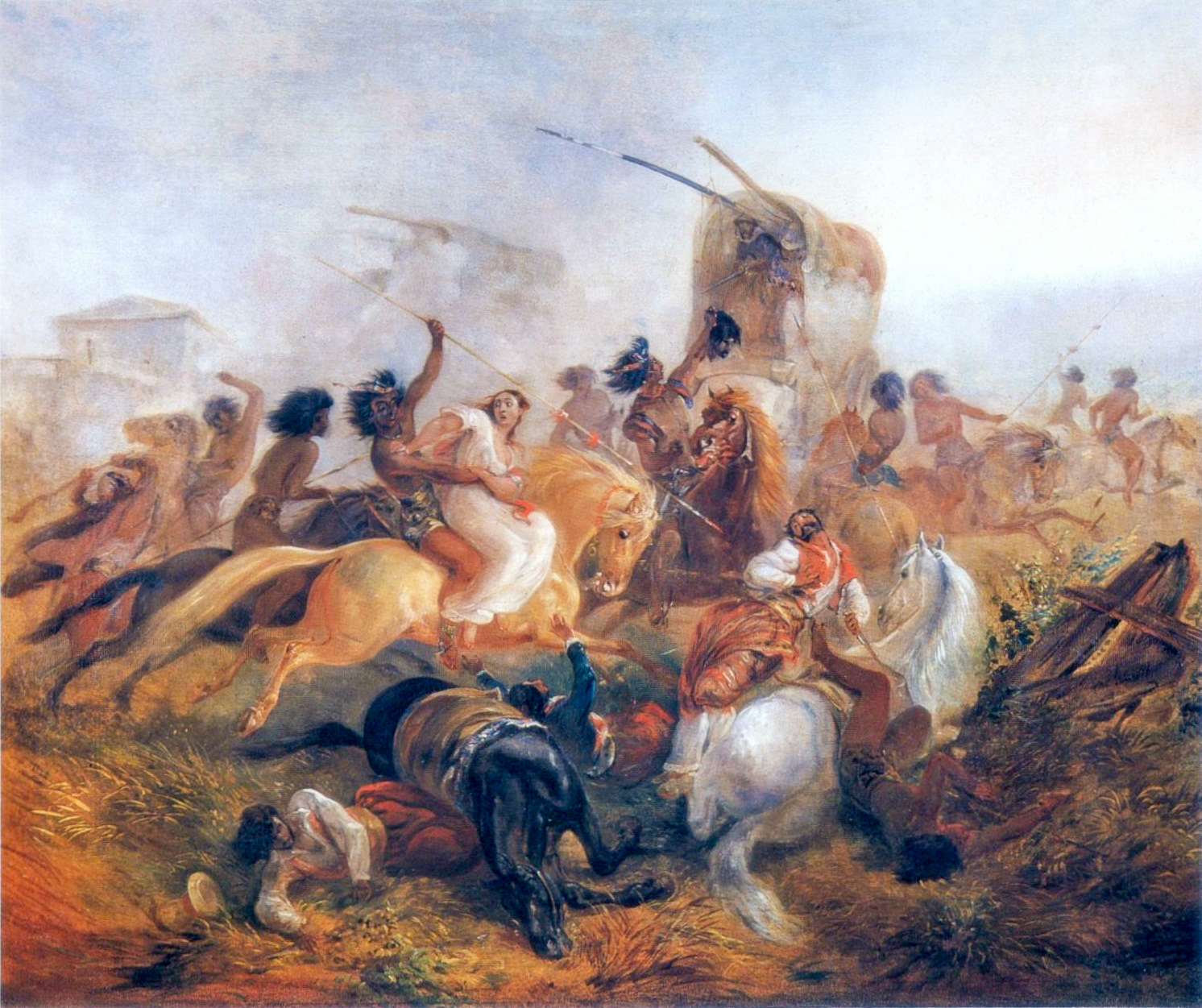
Сражение белых с индейцами. Аргентина.
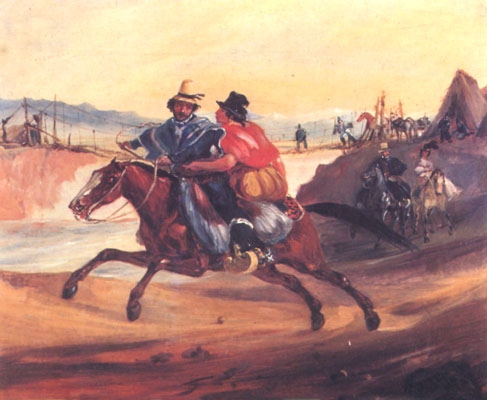
Сцена с крестьянами. Чили.
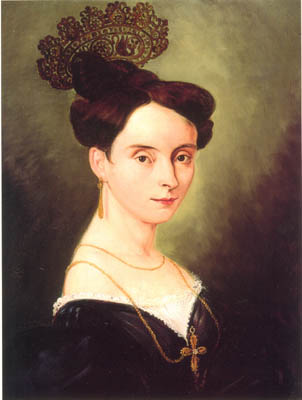
Портрет Кармен Арриагады.
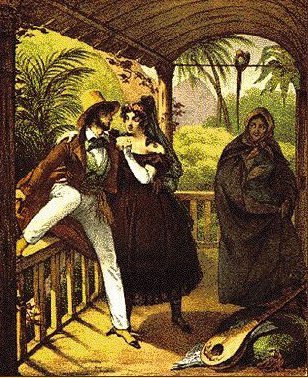
Сцена свидания. Рио-де-Жанейро.
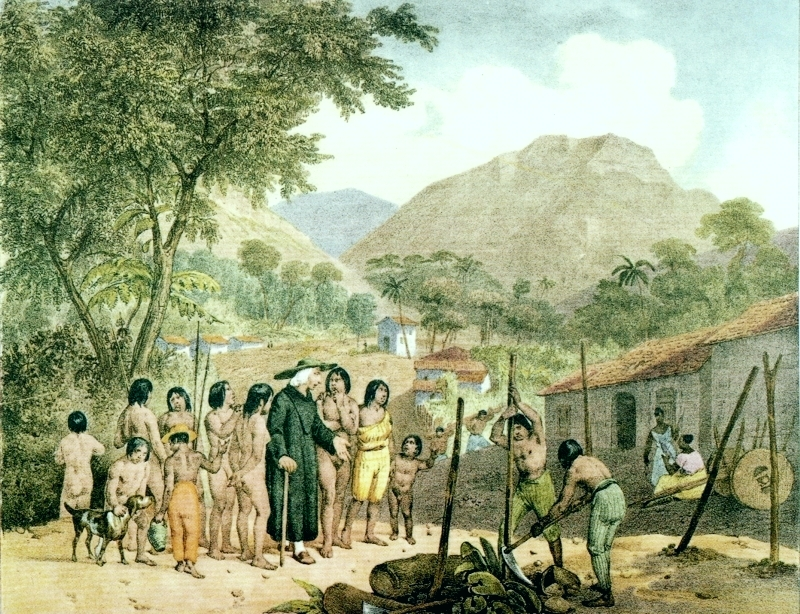
Поселение «тапуйя» (прозвище бразильских индейцев).
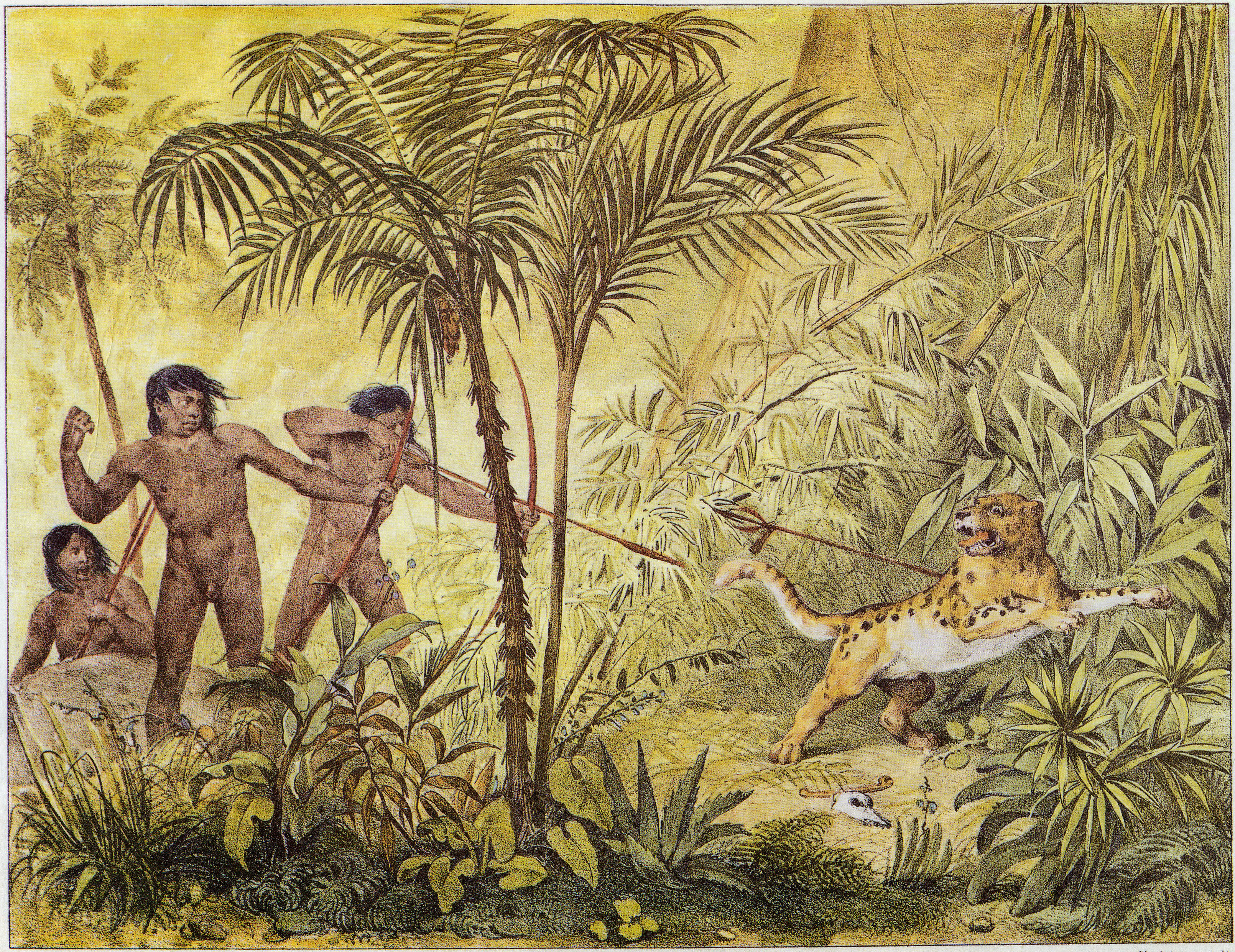
Индейская охота на ягуара.
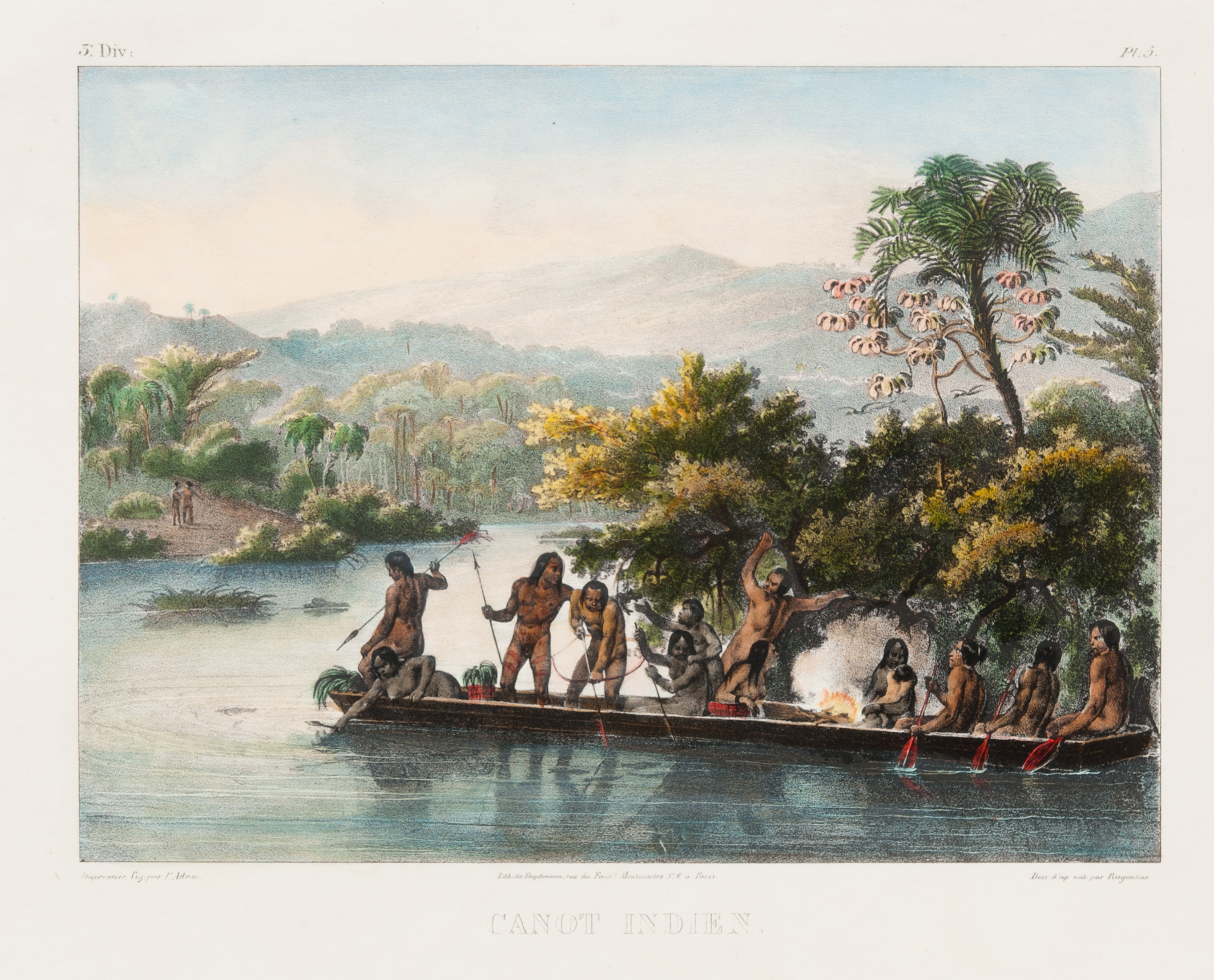
Индейское каноэ
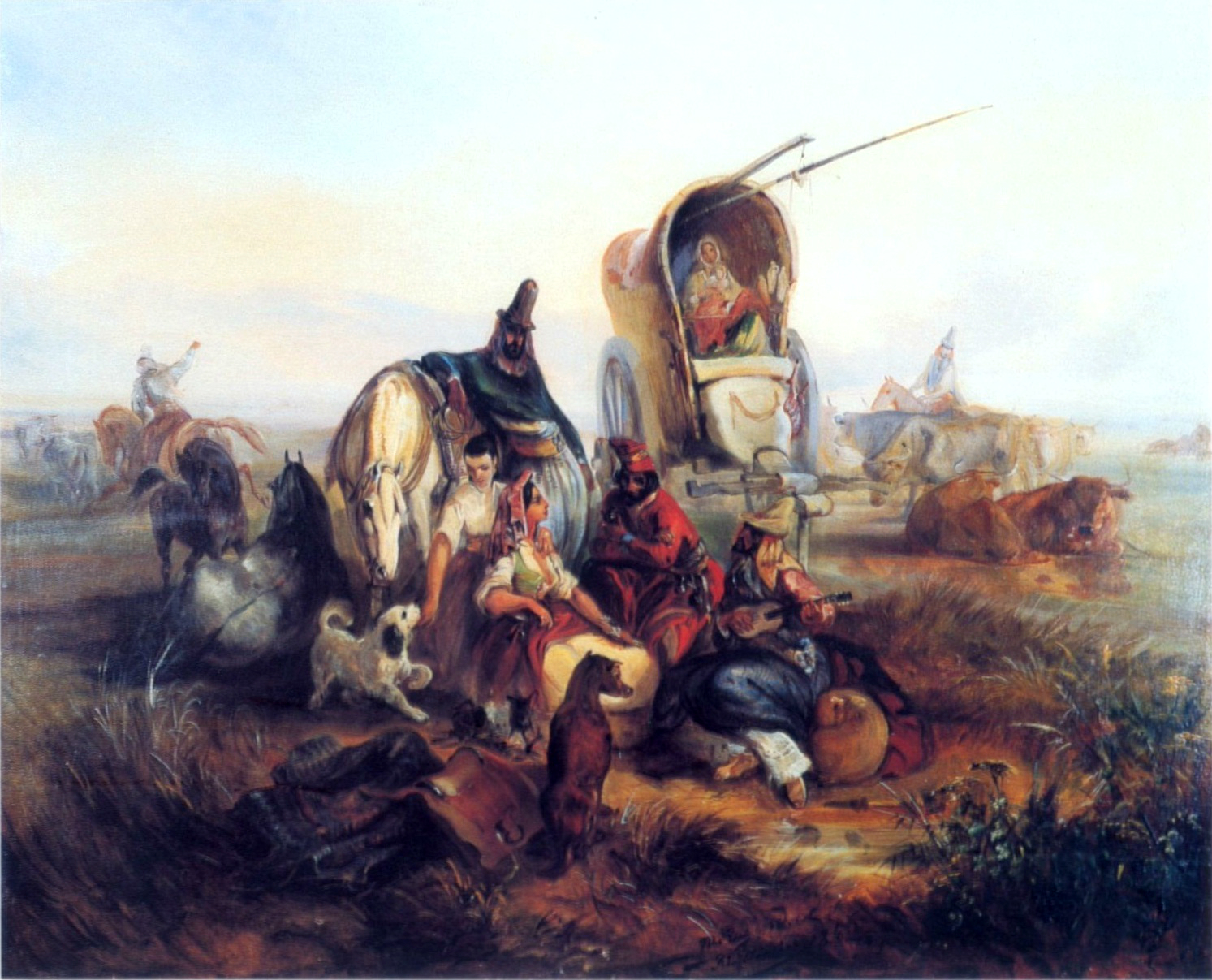
Отдых гаучос в Пампе.
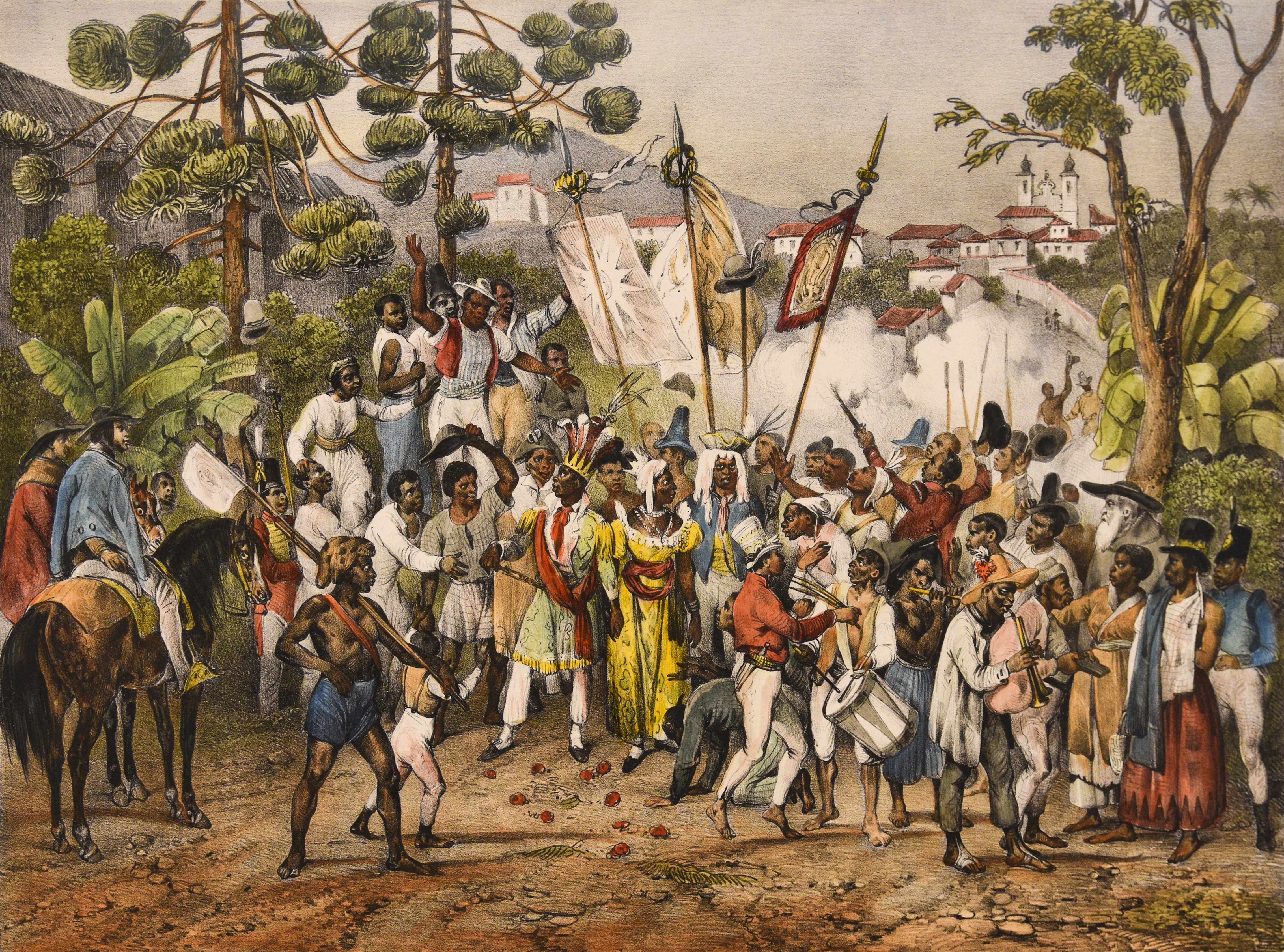
Крестный ход в честь святой Розы из Лимы, покровительницы чёрных.
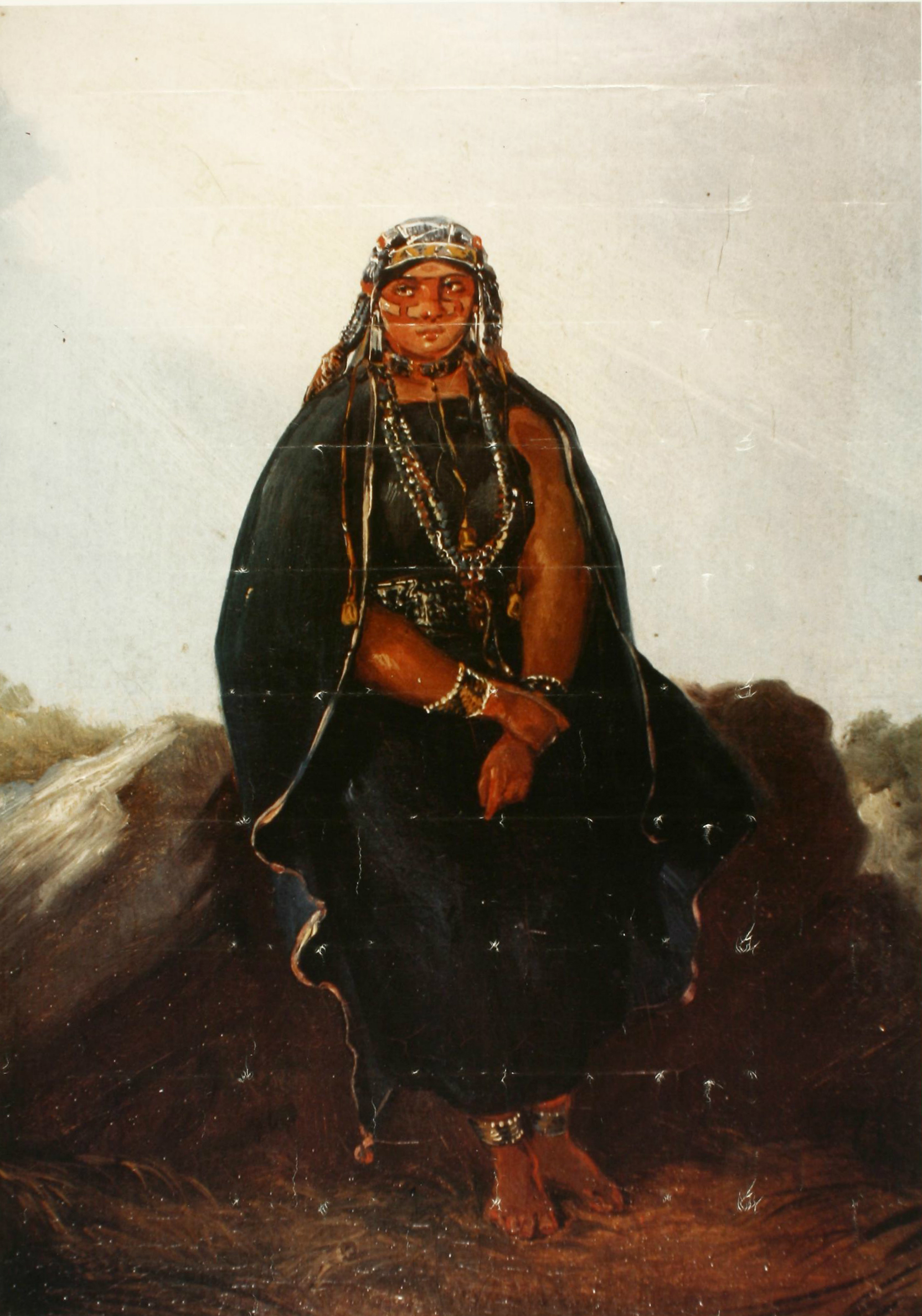
Арауканка.
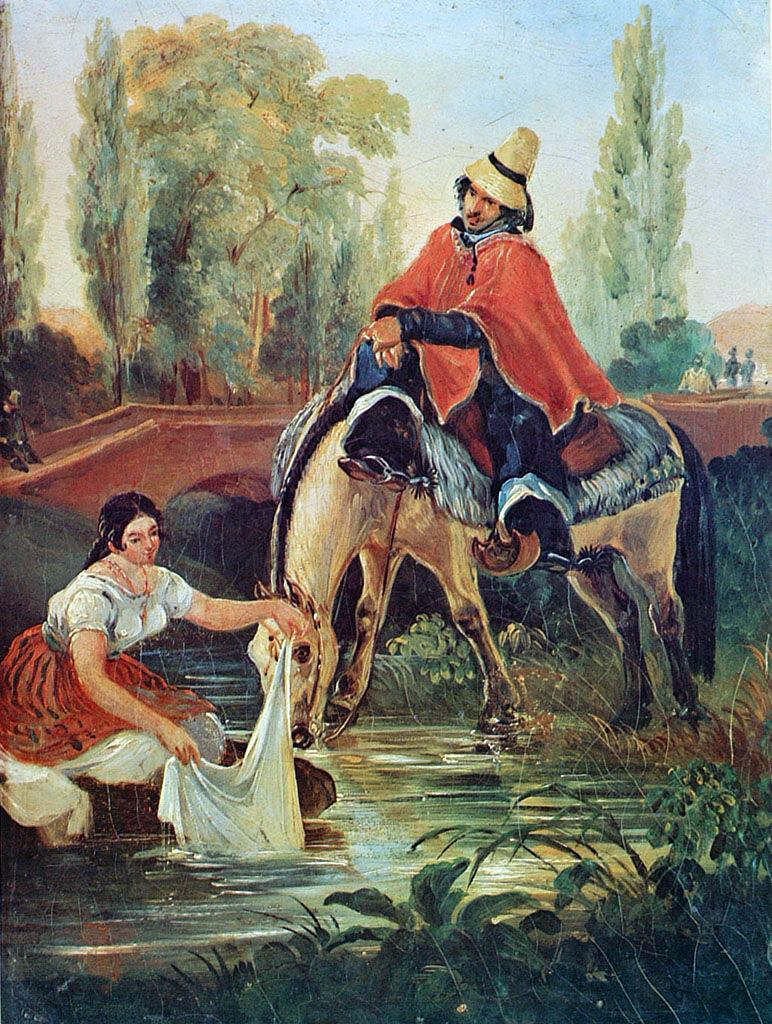
Гаучо и прачка.
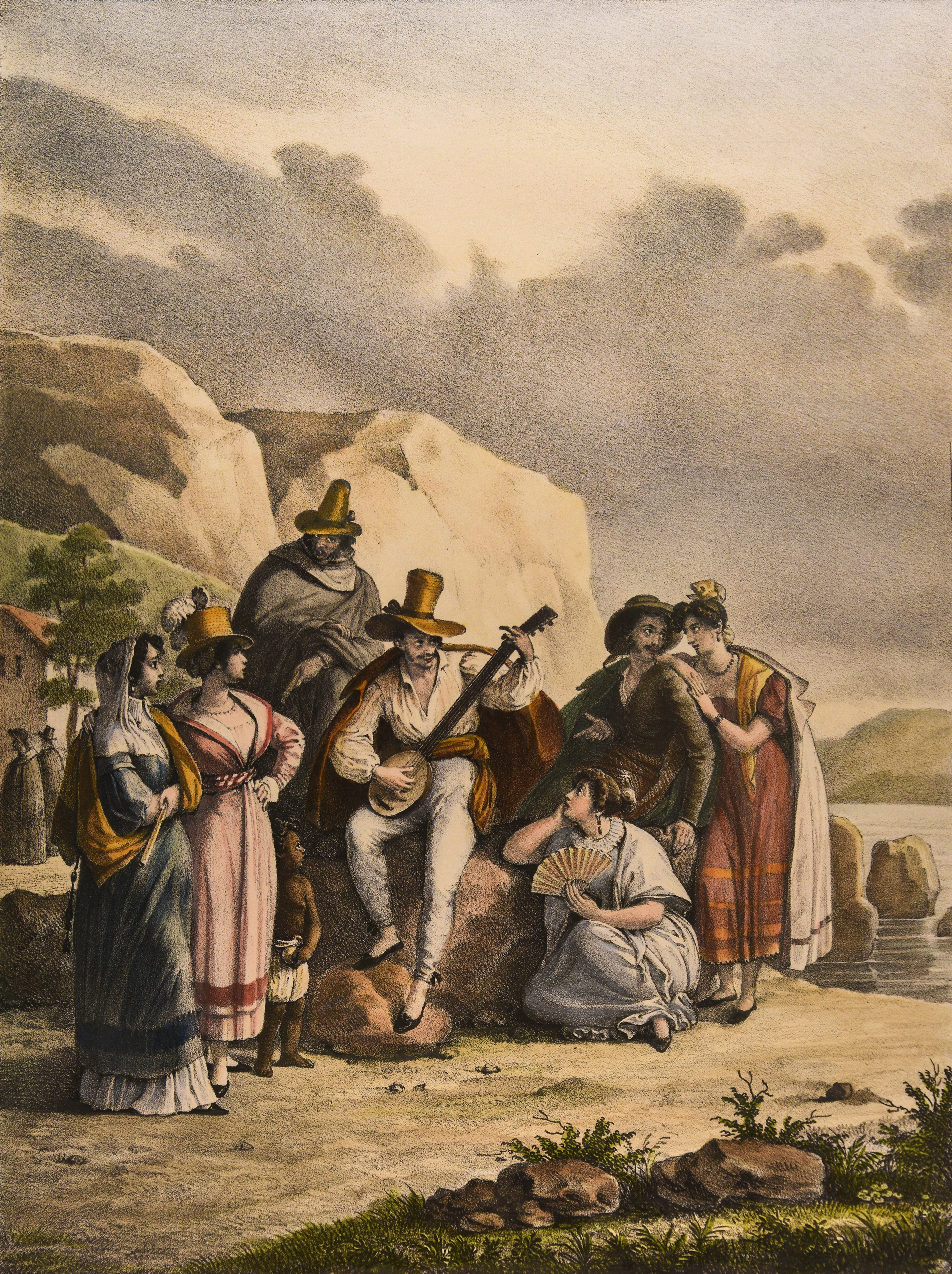
Сцена в Сан-Паулу, Бразилия.
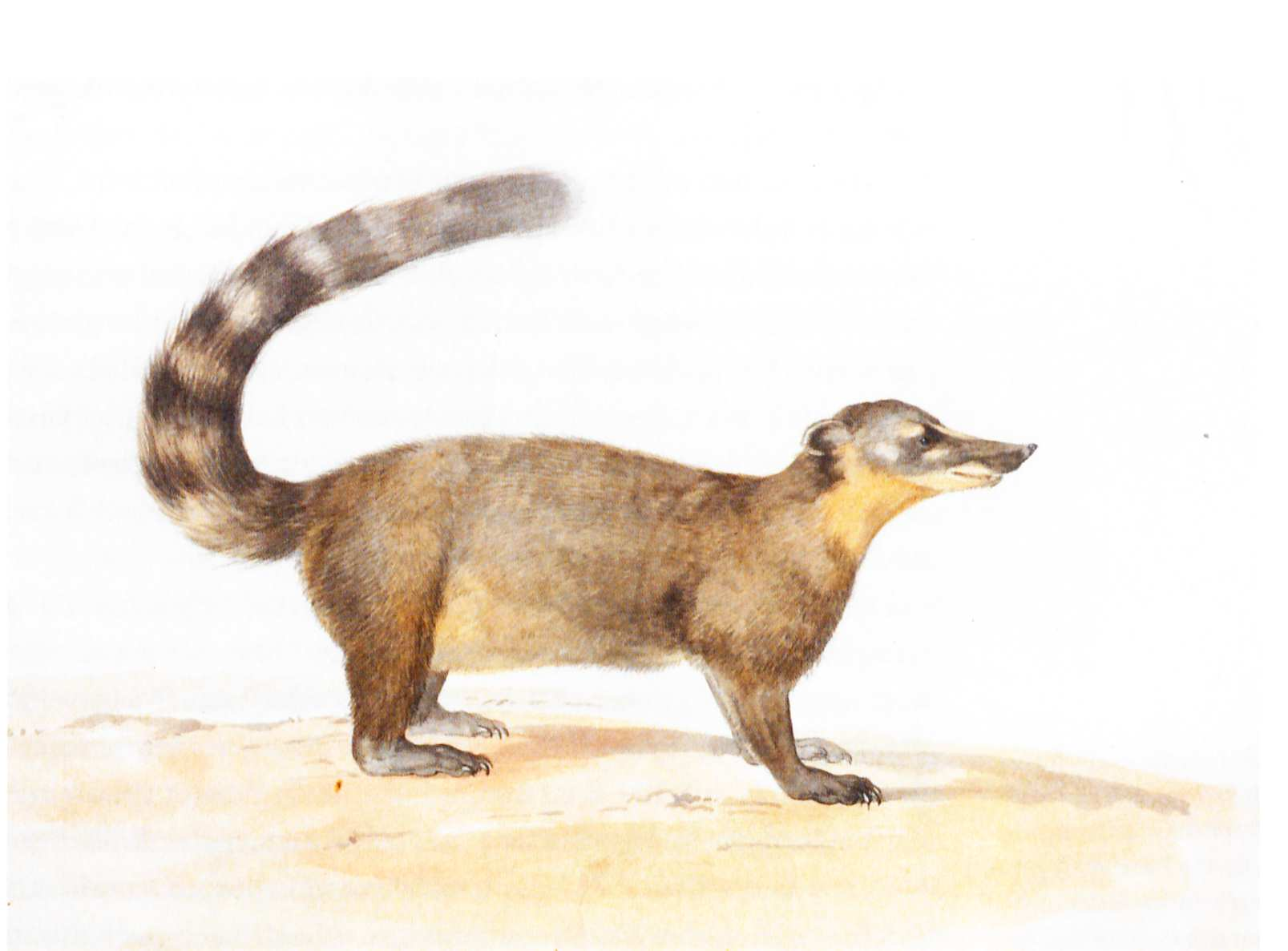
Портрет носухи.
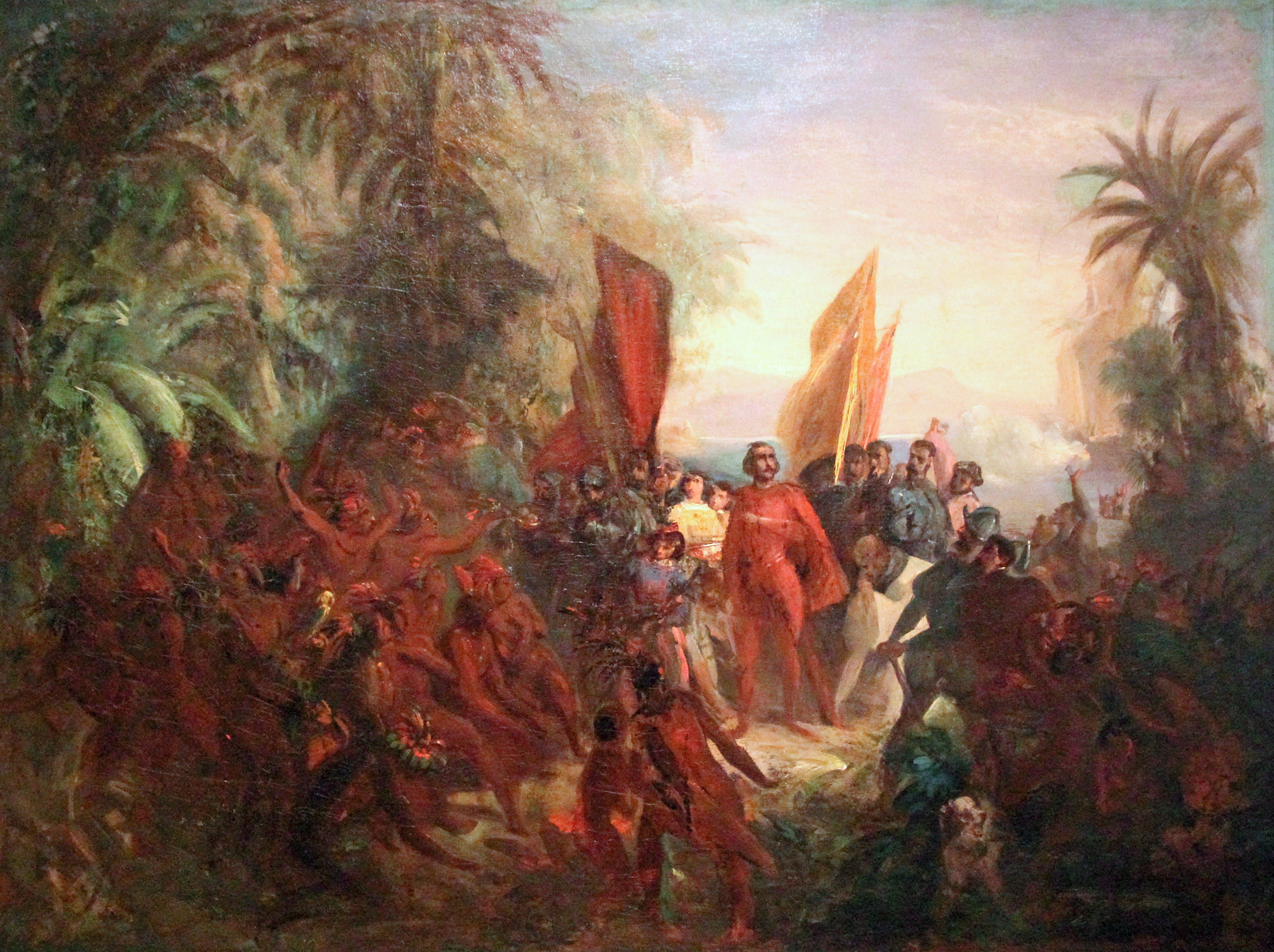
Открытие Америки.